# Cottus spinulosus
Cottus spinulosus és una espècie de peix pertanyent a la família dels còtids.

## Descripció
- Fa 10,3 cm de llargària màxima.[1][2]

## Hàbitat
És un peix d'aigua dolça, demersal i de clima temperat.

## Distribució geogràfica
Es troba a Àsia: conca superior del riu Sirdarià (l'Uzbekistan).

## Observacions
És inofensiu per als humans.